# Corey Trivino
Corey Trivino (* 12. Januar 1990 in Toronto, Ontario) ist ein kanadischer Eishockeyspieler, der seit September 2022 bei den Eisbären Regensburg aus der DEL2 unter Vertrag steht und dort auf der Position des Centers spielt. Zuvor war Trivino bereits vier Spielzeiten für die Kassel Huskies in der DEL2 aktiv und absolvierte darüber hinaus 50 Spiele in der American Hockey League (AHL).

## Karriere

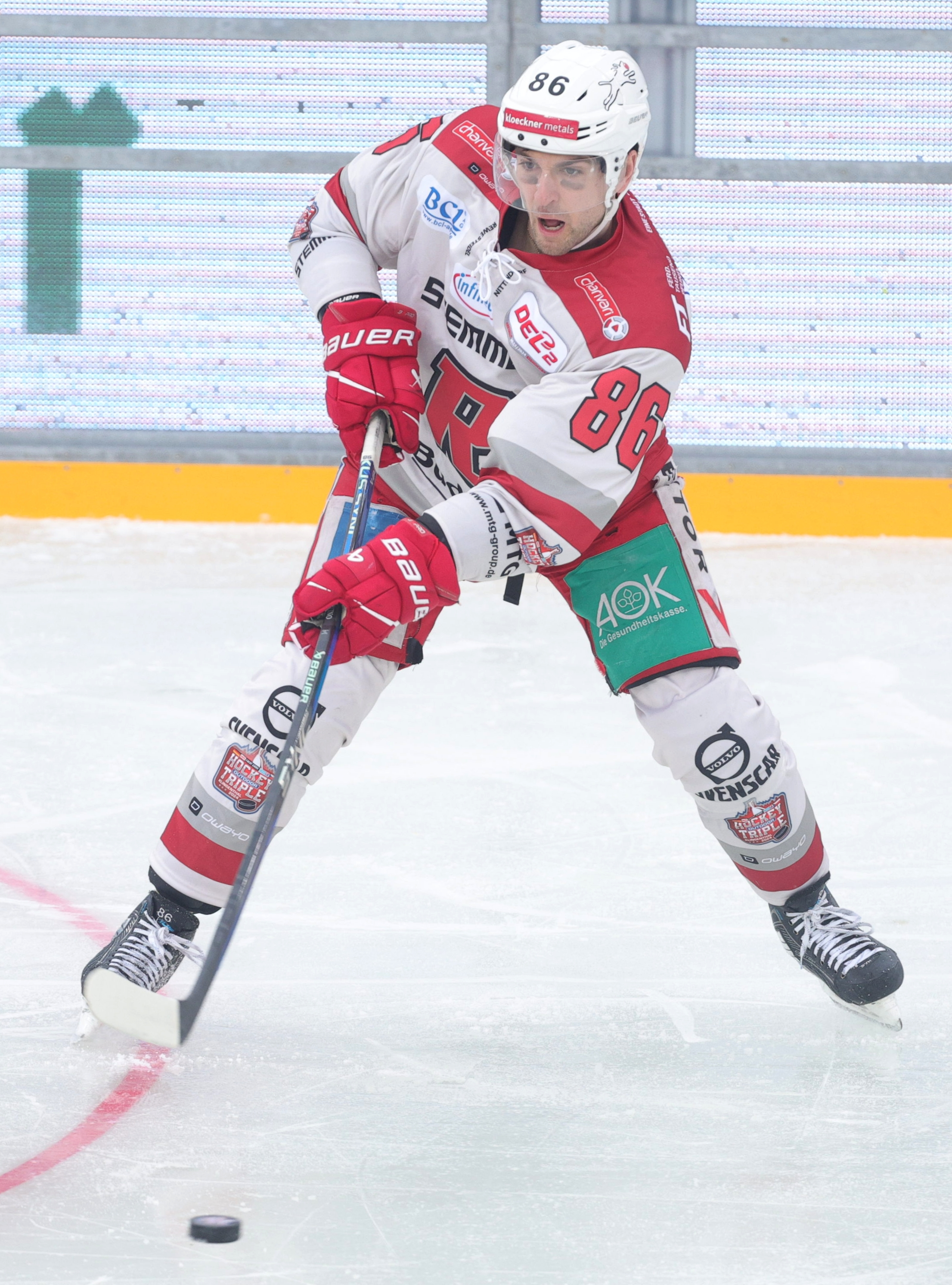
Trivino im Trikot der Eisbären Regensburg (2024)

Corey Trivino spielte ab 2006 für den Verein Stouffville Spirit in der Ontario Junior Hockey League (OJHL) und kam in zwei Spielzeiten auf 88 Einsätze, wobei er 43 Tore und 84 Assists erzielte. Er empfahl sich damit für die kanadische U18-Nationalmannschaft, mit der er bei der U18-Junioren-Weltmeisterschaft 2008 die Goldmedaille errang. Trivino selbst erzielte vier Tore und drei Assists in sieben Einsätzen. Beim NHL Entry Draft 2008 wurde er in der zweiten Runde an insgesamt 36. Stelle von den New York Islanders aus der National Hockey League (NHL) ausgewählt. Von 2008 bis 2012 spielte er für die Mannschaft seiner Universität in der National Collegiate Athletic Association (NCAA) und erreichte für die Terriers 31 Tore und 42 Assists in 112 Auftritten. Im Frühjahr 2009 gewann die Mannschaft die Meisterschaft der Hockey East in Form der Lamoriello Trophy und auch die nationale Collegemeisterschaft der NCAA. Trivino wurde insgesamt siebenmal zum Hockey East Top Performer gewählt. In diesem Zeitraum wurde Trivino im Dezember 2011 wegen des Verdachts des sexuellen Übergriffs auf eine Studentin verhaftet und daraufhin aus der Mannschaft entlassen. Er bekannte sich in zwei Fällen von Körperverletzung und Tätlichkeit sowie einem Fall von Hausfriedensbruch für schuldig und wurde im August 2012 zu einer zweijährigen Bewährungsstrafe verurteilt.
In die Saison 2012/13 startete er für die Florida Everblades in der ECHL und erreichte mit der Mannschaft das Halbfinale der Playoffs, das nach Spielen mit 3:4 gegen die Reading Royals verloren ging. Die Folgesaison verbrachte er beim Ligakonkurrenten Stockton Thunder, der erneut im Halbfinale gegen die Bakersfield Condors nach Spielen mit 1:4 scheiterte. Ab Januar 2014 wurde er zudem für elf Spiele an die Portland Pirates aus der American Hockey League (AHL) ausgeliehen. Die Spielzeit 2014/15 stand er erneut für die Florida Everblades und Portland Pirates auf dem Eis. In der ECHL erzielte er insgesamt 43 Tore und 84 Assists in 147 Partien, während er in der AHL drei Tore und 13 Assists beisteuerte.
Die Saison 2015/16 begann der Kanadier beim russischen Verein Admiral Wladiwostok in der Kontinentalen Hockey-Liga (KHL) und kam auf zwölf Einsätze mit zwei Assists, ehe er im Dezember 2015 die Offensive des tschechischen Vereins Orli Znojmo in der österreichischen Erste Bank Eishockey Liga (EBEL) verstärkte. In seiner ersten Saison bei den Tschechen konnte Znojmo erstmals ins Ligafinale einziehen und unterlag dort gegen den EC Red Bull Salzburg mit 2:4 in der Serie. Trivino wurde zweitbester Scorer und zweitbester Vorlagengeber der Playoffs. Zur Saison 2016/17 wechselte der Stürmer zunächst zum kasachischen Verein Torpedo Ust-Kamenogorsk in die zweite russische Liga, kam aber anschließend bis 2018 auch bei Barys Astana in der KHL zum Einsatz.
Im Juli 2018 wurde er als Neuzugang beim österreichischen Klub EC VSV bekanntgegeben. Im November desselben Jahres wurde Trivino jedoch bereits nach nur 17 Spielen entlassen. Laut Vereinsleitung seien ausbleibende sportliche Leistungen und sein Verhalten in der Öffentlichkeit – Trivino hatte alkoholisiert in Villach randaliert – dafür verantwortlich. Im November 2018 nahmen die Kassel Huskies aus der DEL2 Trivino unter Vertrag. In vier Spielzeiten absolvierte der Center 156 Partien für die Huskies und erzielte dabei 177 Scorerpunkte, ehe er im September 2022 zum Ligakonkurrenten und Aufsteiger Eisbären Regensburg wechselte. Am Ende der Saison 2023/24 sicherte sich der Stürmer mit den Eisbären den Meistertitel der DEL2, bevor er sich mit dem Team in der folgenden Spielzeit den Klassenerhalt in der letzten Runde der Playdowns sicherte. Anschließend verlängerte er seinen Vertrag bei den Regensburgern.

## Erfolge und Auszeichnungen
| - 2009 Lamoriello-Trophy-Gewinn mit der Boston University - 2009 NCAA-Division-I-Championship mit der Boston University - 2013 ECHL-Rookie des Monats März | - 2016 EBEL-Vizemeister mit Orli Znojmo - 2024 DEL2-Meister mit den Eisbären Regensburg |

### International
- 2008 Goldmedaille bei der U18-Junioren-Weltmeisterschaft

## Karrierestatistik
Stand: Ende der Saison 2024/25

### International
Vertrat Kanada bei:
- U18-Junioren-Weltmeisterschaft 2008

(Legende zur Spielerstatistik: Sp oder GP = absolvierte Spiele; T oder G = erzielte Tore; V oder A = erzielte Assists; Pkt oder Pts = erzielte Scorerpunkte; SM oder PIM = erhaltene Strafminuten; +/− = Plus/Minus-Bilanz; PP = erzielte Überzahltore; SH = erzielte Unterzahltore; GW = erzielte Siegtore; 1 Play-downs/Relegation; Kursiv: Statistik nicht vollständig)